# Cecilio Alonso
Cecilio Alonso Suárez (Malagón, 12 de enero de 1958) es un exjugador de balonmano español de los años 80.

## Biografía
Nació en Malagón (Ciudad Real), el 12 de enero de 1958. Está considerado uno de los mejores jugadores de la historia del balonmano español. Dotado de un gran físico (medía 1,96 metros de altura), destacó por su gran técnica, carácter y potente lanzamiento. En su palmarés figuran siete títulos de Liga (cinco con el Atlético de Madrid y dos con el FC Barcelona), siete de Copas del Rey (seis con el Atlético y uno con el Barcelona), y una Supercopa de España de Balonmano, conquistada con el FC Barcelona. Fue 92 veces internacional con la Selección de balonmano de España, con la que se proclamó campeón del Mundial B en 1979, y marcó un total de 284 goles. Se perdió los Juegos Olímpicos de Moscú 1980, Seúl 88 y Barcelona 92 por culpa de lesiones.
Cecilio Alonso nació en Malagón en 1958, y a los 2 años de edad se trasladó a vivir con su familia a la capital de la provincia, Ciudad Real. Tiene una hija llamada Paloma y un hijo llamado Nicolás.
Pese a que de pequeño se inclinaba por jugar a fútbol, se inició en el balonmano por empeño de un sacerdote del colegio marianista de Ciudad Real en el que estudiaba. Con 15 años se incorporó a las categorías inferiores del Atlético de Madrid y en 1976, con sólo 18 años, debutó en el primer equipo. En el Atlético de Madrid jugó once temporadas consecutivas en las que se reveló como el mejor jugador de España y uno de los mejores del mundo de su época. Con el club colchonero ganó cinco Ligas y seis Copas del Rey.
En 1987 abandonó el club de su vida y fichó por el gran rival del Atlético, el FC Barcelona, que le hizo una gran oferta económica. En el club catalán no tuvo suerte. Una lesión en el hombro derecho mermó sus facultades y lo alejó de las pistas en muchos partidos. La lesión, incluso, le impidió participar en los Juegos Olímpicos de Seúl 1988 con la selección. En 1989, y tras dos difíciles años debido a las lesiones, abandonó el Barcelona para fichar por el modesto Balonmano Cuenca. En las dos temporadas que permaneció en el Barcelona engrosó su palmarés con otra Liga, otra copa del Rey, y una Supercopa de España.
En 1990, tras militar una temporada en el Cuenca, regresó al Atlético de Madrid, donde jugó las dos últimas temporadas de su carrera. Esos dos últimos años no pudo contribuir a ganar ningún título. 
Al finalizar la temporada 1991-1992 el presidente del club, Jesús Gil, anunció la disolución de la sección de balonmano del Atlético de Madrid. Cecilio Alonso, con 36 años de edad, anunció su retirada como jugador en activo.

## Clubes
- 1973-1976:  Atlético de Madrid categorías inferiores
- 1976-1987:  Atlético de Madrid
- 1987-1989:  FC Barcelona
- 1989-1990:  BM Ciudad Encantada
- 1990-1992:  Atlético de Madrid

## Palmarés

### Títulos internacionales de selección
- Medalla de oro en el Campeonato del Mundo de balonmano B en 1979.
- Participó con la Selección de balonmano de España en:

- Campeonato del Mundo de balonmano de 1978
- Juegos Olímpicos de Los Ángeles 1984

- Medalla de bronce en los Juegos Olímpicos de Atlanta 1996, como técnico ayudante del seleccionador Juan de Dios Román.

Medalla de Plata en el Campeonato de Europa celebrado en España, como técnico ayudante del seleccionador.

### Títulos internacionales de club
- Ningún título.
- Subcampeón de la Copa de Europa en la temporada 1984-1985, con el Atlético de Madrid.
- Subcampeón de la Copa IHF en la temporada 1986-1987, con el Atlético de Madrid.

### Títulos nacionales de club
- 7 Liga ASOBAL:

* 5 con el Atlético de Madrid: 1978-1979, 1980-1981, 1982-1983, 1983-1984, 1984-1985.
* 2 con el FC Barcelona: 1987-1988, 1988-1989.
- 7 Copas del Rey:

* 6 con el Atlético de Madrid: 1978, 1979, 1981, 1982, 1987.
* 1 con el FC Barcelona: 1987-1988.
- 1 Supercopa de España de Balonmano: 1988-1989, con el FC Barcelona.

### Consideraciones personales
- Tres veces máximo goleador de la Liga ASOBAL.
- En 2024 entró a formar parte de la I Edición del "Hall of Fame" (Salón de la Fama) de ASOBAL.